# Ann-Sophie Duyck
Ann-Sophie Duyck (* 23. Juli 1987 in Roeselare) ist eine ehemalige belgische Radrennfahrerin.

## Sportliche Laufbahn
2011, 2013 und 2014 wurde Ann-Sophie Duyck Zeitfahrmeisterin der Provinz Westflandern, 2012 zudem Dritte der belgischen Meisterschaft in derselben Disziplin. 2014 wurde sie belgische Meisterin im Zeitfahren und belegte bei den Zeitfahr-Wettbewerben Trophée d’Or Féminin Rang drei sowie beim Chrono Champenois – Trophée Européen Rang vier. Bei den UCI-Straßen-Weltmeisterschaften 2014 wurde sie Fünfte im Zeitfahren.
2015 entschied Duyck zudem den Zeitfahr-Wettbewerb  Chrono Champenois – Trophée Européen für sich. Zudem gelangen ihr verschiedene Etappensiege bei Rundfahrten. Bei den UEC-Straßen-Europameisterschaften 2017 belegte sie im Einzelzeitfahren Rang zwei. Fünf Mal wurde sie belgische Zeitfahrmeisterin.

## Erfolge
2014
- eine Etappe Trophée d’Or Féminin
- Erondegemse Pijl
- Belgische Meisterin – Einzelzeitfahren

2015
- Chrono Champenois – Trophée Européen
- eine Etappe Auensteiner Radsporttage
- eine Etappe Trophée d’Or Féminin
- Belgische Meisterin – Einzelzeitfahren

2016
- eine Etappe Gracia Orlová
- Nagrade Ljubljana
- Belgische Meisterin – Einzelzeitfahren

2017
- eine Etappe Setmana Ciclista Valenciana
- Ljubljana-Domzale-Ljubljana
- Belgische Meisterin – Einzelzeitfahren
- eine Etappe Tour de Feminin – O cenu Českého Švýcarska
- Europameisterschaft – Einzelzeitfahren

2018
- Belgische Meisterin – Einzelzeitfahren